# R.C. Pitts
Robert C. Pitts (Pontotoc, Misisipi, 23 de junio de 1919 - Baton Rouge, Luisiana, 29 de octubre de 2011) fue un jugador de baloncesto estadounidense. Con 1,96 metros de estatura, su puesto natural en la cancha era del alero. Fue  campeón olímpico con Estados Unidos en los Juegos Olímpicos de Londres 1948.